# Zosterop d'Everett
El zosterop d'Everett (Zosterops everetti) és un ocell de la família dels zosteròpids (Zosteropidae).

## Hàbitat i distribució
Habita boscos i vegetació secundària de les muntanyes del sud-est asiàtic, al sud-oest i sud-est de Tailàndia, Malaia, nord de Borneo, illes Talaud Is. prop del nord-est de Sulawesi i centre i sud de les Filipines, cap al nord fins Negros, Cebu, Leyte i Samar.